# Furmanka, Babanka
Furmanka (în ucraineană Фурманка) este o comună în raionul Babanka, regiunea Cerkasî, Ucraina, formată numai din satul de reședință.

## Demografie
Componența lingvistică a comunei Furmanka
     Ucraineană (98,56%)
     Rusă (1,26%)
     Alte limbi (0,18%)
Conform recensământului din 2001, majoritatea populației comunei Furmanka era vorbitoare de ucraineană (98,56%), existând în minoritate și vorbitori de rusă (1,26%).